# Farah Hached
Pour les articles homonymes, voir Famille Hached.
Farah Hached (arabe : فرح حشاد), née le 12 juillet 1975 à Tunis, est une juriste et militante tunisienne.

## Enfance et famille
Farah Hached est la fille aînée de l'homme politique Noureddine Hached et d'Anissa El Materi, fondatrice et présidente d'une université privée ainsi que militante féministe dans les années 1970. Elle est par ailleurs la petite-fille de deux figures importantes de l'indépendance tunisienne : Farhat Hached, fondateur de l'Union générale tunisienne du travail, et Mahmoud El Materi, cofondateur et premier président du Néo-Destour.
Sa famille paternelle est originaire des îles Kerkennah et ses ancêtres étaient des pêcheurs aux origines berbères et yémenites. Sa famille maternelle, quant à elle, appartient à la bourgeoisie tunisoise et a des origines diverses : gréco-turque par son grand-père et de la péninsule arabique, de Syrie, du Caucase et d'Angleterre par sa grand-mère.
Du fait de la profession de son père, la famille de Farah Hached vit dans différents pays : Belgique de 1981 à 1984, Algérie de 1984 à 1985, Tunisie de 1985 à 1987, Suisse en 1987. En 1988, elle rentre en Tunisie et y reste jusqu'en 1993.

## Études
Farah Hached obtient son baccalauréat scientifique en 1993 au lycée Pierre-Mendès-France de Tunis. Elle suit ensuite des études de droit à l'université Panthéon-Assas de Paris. Elle obtient son diplôme d'études approfondies (DEA) en droit public en 2001, avec une spécialisation en libertés fondamentales ; son mémoire de DEA est intitulé Les droits et libertés sous le Protectorat : l'expérience tunisienne.
En 2002, elle s'inscrit en doctorat de droit dans la même université et commence une thèse intitulée Les sources des droits et libertés politiques en Tunisie. Cependant, elle décide en 2006 de ne pas poursuivre sa thèse.
En 2012, elle obtient un Executive Master of Laws de l'université Northwestern.

## Avant la révolution de 2011

### Premières expériences associatives et au sein d'organisations internationales
En 2000-2001, elle travaille bénévolement pour le Groupe d'information et de soutien des immigrés. Elle y apporte une assistance juridique à des étrangers installés en France, essentiellement en matière de droit d'asile et de regroupement familial.
En 2004, alors qu'elle mène des recherches en Tunisie dans le cadre de son doctorat, Farah Hached travaille comme pigiste pour le magazine Réalités et suit les activités des associations militantes tunisiennes. Elle rend compte des conférences organisées par des associations comme Amnesty International, l'Association tunisienne des femmes démocrates et l'Association des femmes tunisiennes pour la recherche et le développement, et accompagne un groupe d'associations tunisiennes au Maroc afin de faire la promotion d'un plaidoyer intitulé Les chantiers de l'égalité au Maghreb.
En 2005 et 2006, elle représente la Ligue arabe au Conseil exécutif de l'Organisation des Nations unies pour l'éducation, la science et la culture,. Par ailleurs, en 2005, elle adhère au Club XXIe siècle qui vise à expliquer la réalité de la diversité en France, changer les perceptions et permettre aux personnes issues de la diversité de bénéficier d'une véritable égalité des chances. Dans ce cadre, elle s'investit dans le groupe chargé de la structuration du club puis dans un projet sur l'histoire de l'immigration et des immigrés.

### Enseignement universitaire
À partir de 2000, Farah Hached enseigne plusieurs matières de droit public dans plusieurs institutions universitaires, les universités Panthéon-Assas puis Panthéon-Sorbonne à Paris, ainsi que l'École nationale d'administration à Tunis ; elle enseigne également en 2014 le droit des affaires à la Mediterranean School of Business.

### Juriste d'affaires
En 2006, Farah Hached s'inscrit au barreau de Tunis et se réoriente vers une carrière dans le secteur privé.
Après une expérience dans des cabinets d'avocat puis dans un grand groupe à Dubaï, elle rentre à Tunis en novembre 2009 et devient la directrice juridique d'Africinvest Group, un fonds d'investissement basé en Tunisie et travaillant sur le continent africain. En 2012, du fait de ses activités associatives, Farah Hached préfère fonder son propre cabinet de conseil juridique, Hached & Associés.

## Tournant de 2011 et le Labo' Démocratique
En 2011, avec la révolution tunisienne de 2011, Farah Hached fonde à Tunis le Labo' Démocratique, une association à but non lucratif à caractère scientifique qu'elle préside. Le think tank se réclame des principes de la Déclaration universelle des droits de l'homme et a pour but de « contribuer à l'instauration et à l'enracinement d'une démocratie innovante et vivante ». 

### Travaux en matière de réforme du secteur de la sécurité et de justice transitionnelle
Au sein du Labo' Démocratique, Hached lance le projet « police politique » au printemps 2011, après la chute du régime de Zine el-Abidine Ben Ali, avec pour objectif de créer le débat, initier des recherches sur le sujet, proposer des réformes et créer une plateforme en ligne.
C'est ainsi qu'entre 2011 et 2014, Farah Hached pilote l'organisation d'événements de sensibilisation, d'ateliers de travail et de voyages d'étude en Allemagne et en Pologne autour des thèmes des archives sécuritaires de la dictature et de leur nécessaire traitement, de la justice transitionnelle et de la reddition des comptes, notamment avec le premier Festival de la mémoire en Tunisie, de la transparence et de la protection des données personnelles, du cadre juridique régissant les fichiers de police et de la réforme des services de sécurité et de renseignements. Par ailleurs, elle publie des articles et intervient dans plusieurs conférences autour de ces sujets, ainsi que dans les médias, et lance la production par le Labo' Démocratique d'un documentaire, Memory at Risk, portant sur les méthodes de surveillances de la police politique en Tunisie. Le projet « police politique » et les activités du Labo' Démocratique et de sa présidente trouvent un écho dans les médias tunisiens et étrangers,,. Au printemps 2012, le magazine Jeune Afrique cite Farah Hached parmi les cinquante personnes qui font la nouvelle Tunisie.
Le 29 juillet de la même année, elle réagit à l'assassinat de Mohamed Brahmi par une tribune intitulée Nous voulons la démocratie et nous la méritons dans laquelle elle met l'accent sur la nécessité de réformer de secteur de la sécurité.
Le 5 décembre, à la suite de la publication du livre noir par le président de la République, Moncef Marzouki, elle boycotte ce dernier, refusant de se rendre à la commémoration officielle de l'assassinat de son grand-père et publie une tribune, Le livre noir est un cadeau empoisonné, pour exprimer sa déception,. Le livre noir fait alors l'objet d'une grande polémique et l'acte de Farah Hached est commenté dans les médias.
Le 13 décembre, elle réunit 36 associations et organisations de la société civile tunisienne autour d'un communiqué de presse commun exhortant les décideurs politiques à engager un processus en vue de mettre en place un cadre juridique pour le traitement des archives de la dictature.
Elle lance, toujours en 2013, un projet de livre qu'elle codirige avec Wahid Ferchichi intitulé Révolution tunisienne et défis sécuritaires dont les éditeurs sont l'Institut de recherche sur le Maghreb contemporain et les éditions Med Ali. Dans le cadre de sa rédaction, elle gère l'organisation de plusieurs consultations avec la société civile et les universitaires d'une part et des représentants des administrations publiques, dont le ministère de l'Intérieur et le ministère de la Justice, d'autre part. 
En février 2015, Farah Hached présente le livre Révolution tunisienne et défis sécuritaires pour la première fois, en présence du ministre tunisien de la Justice et de nombreux militants historiques. En novembre, elle élabore un rapport d'identification des besoins en formation des décideurs civils en matière de contrôle démocratique du secteur de la sécurité.

### RevueArgos
En juin 2015, elle lance la revue en ligne Argos,.

### Positions à l'international
En mars, elle est invitée à un petit déjeuner avec Alain Juppé, organisé pour la société civile arabe à l'occasion d'un colloque intitulé « Printemps arabe, printemps des femmes ? ». À la suite d'un discours du ministre à propos de la transition démocratique et de la justice transitionnelle dans le monde arabe, elle l'interpelle sur l'ouverture des archives concernant l'assassinat de son grand-père, expliquant que les Tunisiens attendent de la France qu'elle réalise aussi sa justice transitionnelle de l'époque coloniale.
Le 4 mars 2014, elle est invitée à rencontrer le président du Conseil italien, Matteo Renzi, au cours de son voyage en Tunisie, avec quatre autres membres de la société civile tunisienne, et profite de cette rencontre pour insister « sur l'idée que les préoccupations sécuritaires de l'Europe ne doivent pas sacrifier l'élan démocratique en Tunisie ». Le 8 septembre, elle est invitée à rencontrer le Premier ministre français, Manuel Valls, lors de son déplacement en Tunisie, pendant un déjeuner organisé avec une dizaine de personnalités de la société civile tunisienne. Au cours de cette rencontre, elle aborde certains points relatifs à la transition tunisienne mais aussi la question palestinienne et les attentes des Tunisiens concernant le rôle que peut jouer la France.

## Université Mahmoud El Materi
En octobre 2016, Farah Hached intègre l'université privée Mahmoud El Materi, qu'elle développe au niveau national et international. À ce titre, elle propose trois axes de recommandations lors du Tunisian African Empowerment Forum organisé le 23 août 2017 et durant lequel elle intervient dans le panel sur les recommandations relatives à la relation de la Tunisie avec les États d'Afrique subsaharienne en matière d'éducation et d'enseignement :
- la création de bourses panafricaines, sachant que l'université Mahmoud El Materi a déjà mis en place de telles bourses à son niveau ;
- les partenariats entre universités tunisiennes publiques et privées pour créer des synergies et être des interlocuteurs solides à l'international ;
- la mise en place d'une plateforme panafricaine intégrée pour les appels d'offres en matière de formation continue.

## Publications

### Ouvrage
- Farah Hached (dir.), Wahid Ferchichi (dir.), Hana Ben Abda, Khansa Ben Tarjem et Khaled Mejri, Révolution tunisienne et défis sécuritaires, Tunis, Institut de recherche sur le Maghreb contemporain/Éditions Mohamed Ali, 2014, 466 p. (ISBN 978-9-973-33433-6).

### Articles
- « La laïcité : un principe à l'ordre du jour de la IIe République tunisienne ? », Confluences Méditerranée, no 77,‎ février 2011, p. 29-36 (ISSN 1148-2664).
- « Les défis de la législation sur l'accès aux archives : la question du secret d'État », Les archives et le droit de savoir (actes de la Journée de réflexion organisée par l'Unesco et les Archives nationales de Tunisie),‎ 10 décembre 2012, p. 40-44.
- « L'internet comme instrument de stratégie politique dans la Tunisie post-révolution », dans E-révolutions et révolutions, Villeneuve-d'Ascq, Presses universitaires du Septentrion, coll. « Espaces politiques », 2016 (ISBN 978-2-757-41789-8), p. 159-175.
- « Le paysage politique post-25 juillet : acteurs et dynamiques », Confluences Méditerranée, no 125,‎ juillet 2023, p. 55-74 (ISSN 1148-2664).

### Tribunes
- « Nous voulons la démocratie et nous la méritons », sur mag14.com, 29 juillet 2013 (consulté le 5 janvier 2020).
- « Farah Hached : « Le Livre Noir est un cadeau empoisonné », sur mag14.com, 5 décembre 2013 (consulté le 5 janvier 2020).
- « En Tunisie, les fossoyeurs de la justice transitionnelle font fi des victimes de la dictature », sur lemonde.fr, 3 avril 2018 (consulté le 5 janvier 2020).
- « La Méditerranée face aux frontières : stratégies migratoires européennes et montée des violences xénophobes en Tunisie », sur Nawaat, 1er août 2023 (consulté le 5 août 2023) (tribune collective).

### Éditoriaux
- « L'archipel arabe : un écosystème politique en gestation », Argos, no 2,‎ novembre 2015, p. 2-5 (lire en ligne, consulté le 5 janvier 2020).
- « Terrorisme, un concept à interroger », Argos, no 1,‎ juin 2015, p. 2-3 (lire en ligne, consulté le 5 janvier 2020).